# Kutal
Kutal war eine abessinische Masseneinheit (Gewichtsmaß) für Erze.
- für Antimon: 1 Kutal = 150 Rottel = 46,655244 Kilogramm[1]
  - 1 Rottel: Je nach Annahme und Gebrauch: 311,03496 Gramm; 336,8016 Gramm (nach dem Maria-Theresien-Taler); 444,73 Gramm (ägyptischer)